# Albero genealogico degli Imperatori adottivi
L'albero genealogico degli Imperatori adottivi, a cui appartengono i cinque "buoni imperatori" del II secolo, comprende sia le famiglie di Traiano e di Adriano, che erano imparentati tra loro, ma appartenevano rispettivamente alle gentes Ulpia ed Elia, sia gli imperatori della dinastia degli Antonini, anch'essi più o meno strettamente imparentati tra loro. La successione imperiale avveniva comunque non per eredità dinastica ma per adozione. Solo Commodo è figlio biologico di Marco Aurelio, suo predecessore.

## Imperatori adottivi
- (1) = primo coniuge
- (2) = secondo coniuge (non mostrato)
- (3) = terzo coniuge
- MAIUSCOLO = divinizzato (sia Augusto che Augusta, o altro[2])
- Grassetto = Imperatore
- la linea punteggiata indica l'adozione o (nel caso di Adriano e Antinoo) presunti amanti
- non sono mostrati, della famiglia di Marco Aurelio, gli altri figli di Salonina Matidia (come Vibia Matidia), alcuni figli (come Annia Aurelia Galeria Faustina) e nipoti dell'imperatore (tra cui Tiberio Claudio Severo Proculo e Annia Faustina)

|                           |                           |                           |                           |                           |                           |                          |                          |                                             |                                             |                                             |                                             |                                             |                                             |                  |                  |                      |                      |                                      |                                      |                                      |                                      |                                      |                                      |                  |                  |                     |                     |                     |                     |                     |                     |                                            |                                            |                                            |                                            |                                            |                                            |           |           |                                    |                              |                              |                              |                              |                              |                  |                  |                                     |                                     |                                     |                                     |                                     |                                     |
|                           |                           |                           |                           |                           |                           |                          |                          |                                             |                                             |                                             |                                             |                                             |                                             |                  |                  |                      |                      |                                      |                                      |                                      |                                      |                                      |                                      |                  |                  |                     |                     |                     |                     |                     |                     |                                            |                                            |                                            |                                            |                                            |                                            |           |           |                                    |                              |                              |                              |                              |                              |                  |                  |                                     |                                     |                                     |                                     |                                     |                                     |
|                           |                           |                           |                           |                           |                           |                          |                          |                                             |                                             | Marcia                                      | Marcia                                      | Marcia                                      | Marcia                                      | Marcia           | Marcia           |                      |                      | TRAIANO PATER                        | TRAIANO PATER                        | TRAIANO PATER                        | TRAIANO PATER                        | TRAIANO PATER                        | TRAIANO PATER                        |                  |                  | NERVA (r. 96–98)    | NERVA (r. 96–98)    | NERVA (r. 96–98)    | NERVA (r. 96–98)    | NERVA (r. 96–98)    | NERVA (r. 96–98)    |                                            |                                            | Ulpia                                      | Ulpia                                      | Ulpia                                      | Ulpia                                      | Ulpia     | Ulpia     |                                    |                              |                              |                              |                              |                              |                  |                  |                                     |                                     |                                     |                                     |                                     |                                     |
|                           |                           |                           |                           |                           |                           |                          |                          |                                             |                                             | Marcia                                      | Marcia                                      | Marcia                                      | Marcia                                      | Marcia           | Marcia           |                      |                      | TRAIANO PATER                        | TRAIANO PATER                        | TRAIANO PATER                        | TRAIANO PATER                        | TRAIANO PATER                        | TRAIANO PATER                        |                  |                  | NERVA (r. 96–98)    | NERVA (r. 96–98)    | NERVA (r. 96–98)    | NERVA (r. 96–98)    | NERVA (r. 96–98)    | NERVA (r. 96–98)    |                                            |                                            | Ulpia                                      | Ulpia                                      | Ulpia                                      | Ulpia                                      | Ulpia     | Ulpia     |                                    |                              |                              |                              |                              |                              |                  |                  |                                     |                                     |                                     |                                     |                                     |                                     |
|                           |                           |                           |                           |                           |                           |                          |                          |                                             |                                             |                                             |                                             |                                             |                                             |                  |                  |                      |                      |                                      |                                      |                                      |                                      |                                      |                                      |                  |                  |                     |                     |                     |                     |                     |                     |                                            |                                            |                                            |                                            |                                            |                                            |           |           |                                    |                              |                              |                              |                              |                              |                  |                  |                                     |                                     |                                     |                                     |                                     |                                     |
|                           |                           |                           |                           |                           |                           |                          |                          |                                             |                                             |                                             |                                             |                                             |                                             |                  |                  |                      |                      |                                      |                                      |                                      |                                      |                                      |                                      |                  |                  |                     |                     |                     |                     |                     |                     |                                            |                                            |                                            |                                            |                                            |                                            |           |           |                                    |                              |                              |                              |                              |                              |                  |                  |                                     |                                     |                                     |                                     |                                     |                                     |
|                           |                           |                           |                           |                           |                           |                          |                          |                                             |                                             | MARCIANA                                    | MARCIANA                                    | MARCIANA                                    | MARCIANA                                    | MARCIANA         | MARCIANA         |                      |                      | TRAIANO, figlio adottivo (r. 98–117) | TRAIANO, figlio adottivo (r. 98–117) | TRAIANO, figlio adottivo (r. 98–117) | TRAIANO, figlio adottivo (r. 98–117) | TRAIANO, figlio adottivo (r. 98–117) | TRAIANO, figlio adottivo (r. 98–117) |                  |                  | PLOTINA             | PLOTINA             | PLOTINA             | PLOTINA             | PLOTINA             | PLOTINA             |                                            |                                            |                                            |                                            |                                            |                                            |           |           |                                    |                              |                              |                              |                              |                              |                  |                  |                                     |                                     |                                     |                                     |                                     |                                     |
|                           |                           |                           |                           |                           |                           |                          |                          |                                             |                                             | MARCIANA                                    | MARCIANA                                    | MARCIANA                                    | MARCIANA                                    | MARCIANA         | MARCIANA         |                      |                      | TRAIANO, figlio adottivo (r. 98–117) | TRAIANO, figlio adottivo (r. 98–117) | TRAIANO, figlio adottivo (r. 98–117) | TRAIANO, figlio adottivo (r. 98–117) | TRAIANO, figlio adottivo (r. 98–117) | TRAIANO, figlio adottivo (r. 98–117) |                  |                  | PLOTINA             | PLOTINA             | PLOTINA             | PLOTINA             | PLOTINA             | PLOTINA             |                                            |                                            |                                            |                                            |                                            |                                            |           |           |                                    |                              |                              |                              |                              |                              |                  |                  |                                     |                                     |                                     |                                     |                                     |                                     |
|                           |                           |                           |                           |                           |                           |                          |                          |                                             |                                             |                                             |                                             |                                             |                                             |                  |                  |                      |                      |                                      |                                      |                                      |                                      |                                      |                                      |                  |                  |                     |                     |                     |                     |                     |                     |                                            |                                            | Elio Afro                                  | Elio Afro                                  | Elio Afro                                  | Elio Afro                                  | Elio Afro | Elio Afro |                                    |                              | Paulina maggiore             | Paulina maggiore             | Paulina maggiore             | Paulina maggiore             | Paulina maggiore | Paulina maggiore |                                     |                                     |                                     |                                     |                                     |                                     |
|                           |                           |                           |                           |                           |                           |                          |                          |                                             |                                             |                                             |                                             |                                             |                                             |                  |                  |                      |                      |                                      |                                      |                                      |                                      |                                      |                                      |                  |                  |                     |                     |                     |                     |                     |                     |                                            |                                            | Elio Afro                                  | Elio Afro                                  | Elio Afro                                  | Elio Afro                                  | Elio Afro | Elio Afro |                                    |                              | Paulina maggiore             | Paulina maggiore             | Paulina maggiore             | Paulina maggiore             | Paulina maggiore | Paulina maggiore |                                     |                                     |                                     |                                     |                                     |                                     |
|                           |                           | Libone Rupilio Frugi (3)  | Libone Rupilio Frugi (3)  | Libone Rupilio Frugi (3)  | Libone Rupilio Frugi (3)  | Libone Rupilio Frugi (3) | Libone Rupilio Frugi (3) |                                             |                                             |                                             |                                             | Salonina MATIDIA                            | Salonina MATIDIA                            | Salonina MATIDIA | Salonina MATIDIA | Salonina MATIDIA     | Salonina MATIDIA     |                                      |                                      |                                      |                                      |                                      |                                      |                  |                  | L. Vibio Sabino (1) | L. Vibio Sabino (1) | L. Vibio Sabino (1) | L. Vibio Sabino (1) | L. Vibio Sabino (1) | L. Vibio Sabino (1) |                                            |                                            |                                            |                                            |                                            |                                            |           |           |                                    |                              |                              |                              |                              |                              |                  |                  |                                     |                                     |                                     |                                     |                                     |                                     |
|                           |                           | Libone Rupilio Frugi (3)  | Libone Rupilio Frugi (3)  | Libone Rupilio Frugi (3)  | Libone Rupilio Frugi (3)  | Libone Rupilio Frugi (3) | Libone Rupilio Frugi (3) |                                             |                                             |                                             |                                             | Salonina MATIDIA                            | Salonina MATIDIA                            | Salonina MATIDIA | Salonina MATIDIA | Salonina MATIDIA     | Salonina MATIDIA     |                                      |                                      |                                      |                                      |                                      |                                      |                  |                  | L. Vibio Sabino (1) | L. Vibio Sabino (1) | L. Vibio Sabino (1) | L. Vibio Sabino (1) | L. Vibio Sabino (1) | L. Vibio Sabino (1) |                                            |                                            |                                            |                                            |                                            |                                            |           |           |                                    |                              |                              |                              |                              |                              |                  |                  |                                     |                                     |                                     |                                     |                                     |                                     |
|                           |                           |                           |                           |                           |                           |                          |                          |                                             |                                             |                                             |                                             |                                             |                                             |                  |                  |                      |                      |                                      |                                      |                                      |                                      |                                      |                                      |                  |                  |                     |                     |                     |                     |                     |                     |                                            |                                            |                                            |                                            |                                            |                                            |           |           |                                    |                              |                              |                              |                              |                              |                  |                  |                                     |                                     |                                     |                                     |                                     |                                     |
|                           |                           |                           |                           |                           |                           |                          |                          |                                             |                                             |                                             |                                             |                                             |                                             |                  |                  |                      |                      |                                      |                                      |                                      |                                      |                                      |                                      |                  |                  |                     |                     |                     |                     |                     |                     |                                            |                                            |                                            |                                            |                                            |                                            |           |           |                                    |                              |                              |                              |                              |                              |                  |                  |                                     |                                     |                                     |                                     |                                     |                                     |
| Rupilia Annia             | Rupilia Annia             | Rupilia Annia             | Rupilia Annia             | Rupilia Annia             | Rupilia Annia             |                          |                          | M. Annio Vero                               | M. Annio Vero                               | M. Annio Vero                               | M. Annio Vero                               | M. Annio Vero                               | M. Annio Vero                               |                  |                  | Rupilia Faustina     | Rupilia Faustina     | Rupilia Faustina                     | Rupilia Faustina                     | Rupilia Faustina                     | Rupilia Faustina                     |                                      |                                      | SABINA           | SABINA           | SABINA              | SABINA              | SABINA              | SABINA              |                     |                     | ADRIANO, figlio adottivo (r. 117–138)      | ADRIANO, figlio adottivo (r. 117–138)      | ADRIANO, figlio adottivo (r. 117–138)      | ADRIANO, figlio adottivo (r. 117–138)      | ADRIANO, figlio adottivo (r. 117–138)      | ADRIANO, figlio adottivo (r. 117–138)      |           |           | ANTINOO                            | ANTINOO                      | ANTINOO                      | ANTINOO                      | ANTINOO                      | ANTINOO                      |                  |                  | Paulina minore                      | Paulina minore                      | Paulina minore                      | Paulina minore                      | Paulina minore                      | Paulina minore                      |
| Rupilia Annia             | Rupilia Annia             | Rupilia Annia             | Rupilia Annia             | Rupilia Annia             | Rupilia Annia             |                          |                          | M. Annio Vero                               | M. Annio Vero                               | M. Annio Vero                               | M. Annio Vero                               | M. Annio Vero                               | M. Annio Vero                               |                  |                  | Rupilia Faustina     | Rupilia Faustina     | Rupilia Faustina                     | Rupilia Faustina                     | Rupilia Faustina                     | Rupilia Faustina                     |                                      |                                      | SABINA           | SABINA           | SABINA              | SABINA              | SABINA              | SABINA              |                     |                     | ADRIANO, figlio adottivo (r. 117–138)      | ADRIANO, figlio adottivo (r. 117–138)      | ADRIANO, figlio adottivo (r. 117–138)      | ADRIANO, figlio adottivo (r. 117–138)      | ADRIANO, figlio adottivo (r. 117–138)      | ADRIANO, figlio adottivo (r. 117–138)      |           |           | ANTINOO                            | ANTINOO                      | ANTINOO                      | ANTINOO                      | ANTINOO                      | ANTINOO                      |                  |                  | Paulina minore                      | Paulina minore                      | Paulina minore                      | Paulina minore                      | Paulina minore                      | Paulina minore                      |
|                           |                           |                           |                           |                           |                           |                          |                          |                                             |                                             |                                             |                                             |                                             |                                             |                  |                  |                      |                      |                                      |                                      |                                      |                                      |                                      |                                      |                  |                  |                     |                     |                     |                     |                     |                     |                                            |                                            |                                            |                                            |                                            |                                            |           |           |                                    |                              |                              |                              |                              |                              |                  |                  |                                     |                                     |                                     |                                     |                                     |                                     |
|                           |                           |                           |                           |                           |                           |                          |                          |                                             |                                             |                                             |                                             |                                             |                                             |                  |                  |                      |                      |                                      |                                      |                                      |                                      |                                      |                                      |                  |                  |                     |                     |                     |                     |                     |                     |                                            |                                            |                                            |                                            |                                            |                                            |           |           |                                    |                              |                              |                              |                              |                              |                  |                  |                                     |                                     |                                     |                                     |                                     |                                     |
| Domizia Lucilla           | Domizia Lucilla           | Domizia Lucilla           | Domizia Lucilla           | Domizia Lucilla           | Domizia Lucilla           |                          |                          | M. Annio Vero                               | M. Annio Vero                               | M. Annio Vero                               | M. Annio Vero                               | M. Annio Vero                               | M. Annio Vero                               |                  |                  | M. Annio Libone      | M. Annio Libone      | M. Annio Libone                      | M. Annio Libone                      | M. Annio Libone                      | M. Annio Libone                      |                                      |                                      | FAUSTINA         | FAUSTINA         | FAUSTINA            | FAUSTINA            | FAUSTINA            | FAUSTINA            |                     |                     | ANTONINO PIO, figlio adottivo (r. 138–161) | ANTONINO PIO, figlio adottivo (r. 138–161) | ANTONINO PIO, figlio adottivo (r. 138–161) | ANTONINO PIO, figlio adottivo (r. 138–161) | ANTONINO PIO, figlio adottivo (r. 138–161) | ANTONINO PIO, figlio adottivo (r. 138–161) |           |           | Elio Cesare, figlio Adottivo       | Elio Cesare, figlio Adottivo | Elio Cesare, figlio Adottivo | Elio Cesare, figlio Adottivo | Elio Cesare, figlio Adottivo | Elio Cesare, figlio Adottivo |                  |                  | Iulia Paulina                       | Iulia Paulina                       | Iulia Paulina                       | Iulia Paulina                       | Iulia Paulina                       | Iulia Paulina                       |
| Domizia Lucilla           | Domizia Lucilla           | Domizia Lucilla           | Domizia Lucilla           | Domizia Lucilla           | Domizia Lucilla           |                          |                          | M. Annio Vero                               | M. Annio Vero                               | M. Annio Vero                               | M. Annio Vero                               | M. Annio Vero                               | M. Annio Vero                               |                  |                  | M. Annio Libone      | M. Annio Libone      | M. Annio Libone                      | M. Annio Libone                      | M. Annio Libone                      | M. Annio Libone                      |                                      |                                      | FAUSTINA         | FAUSTINA         | FAUSTINA            | FAUSTINA            | FAUSTINA            | FAUSTINA            |                     |                     | ANTONINO PIO, figlio adottivo (r. 138–161) | ANTONINO PIO, figlio adottivo (r. 138–161) | ANTONINO PIO, figlio adottivo (r. 138–161) | ANTONINO PIO, figlio adottivo (r. 138–161) | ANTONINO PIO, figlio adottivo (r. 138–161) | ANTONINO PIO, figlio adottivo (r. 138–161) |           |           | Elio Cesare, figlio Adottivo       | Elio Cesare, figlio Adottivo | Elio Cesare, figlio Adottivo | Elio Cesare, figlio Adottivo | Elio Cesare, figlio Adottivo | Elio Cesare, figlio Adottivo |                  |                  | Iulia Paulina                       | Iulia Paulina                       | Iulia Paulina                       | Iulia Paulina                       | Iulia Paulina                       | Iulia Paulina                       |
|                           |                           |                           |                           |                           |                           |                          |                          |                                             |                                             |                                             |                                             |                                             |                                             |                  |                  |                      |                      |                                      |                                      |                                      |                                      |                                      |                                      |                  |                  |                     |                     |                     |                     |                     |                     |                                            |                                            |                                            |                                            |                                            |                                            |           |           |                                    |                              |                              |                              |                              |                              |                  |                  |                                     |                                     |                                     |                                     |                                     |                                     |
|                           |                           |                           |                           |                           |                           |                          |                          |                                             |                                             |                                             |                                             |                                             |                                             |                  |                  |                      |                      |                                      |                                      |                                      |                                      |                                      |                                      |                  |                  |                     |                     |                     |                     |                     |                     |                                            |                                            |                                            |                                            |                                            |                                            |           |           |                                    |                              |                              |                              |                              |                              |                  |                  |                                     |                                     |                                     |                                     |                                     |                                     |
| Annia Cornificia Faustina | Annia Cornificia Faustina | Annia Cornificia Faustina | Annia Cornificia Faustina | Annia Cornificia Faustina | Annia Cornificia Faustina |                          |                          | MARCO AURELIO, figlio adottivo (r. 161–180) | MARCO AURELIO, figlio adottivo (r. 161–180) | MARCO AURELIO, figlio adottivo (r. 161–180) | MARCO AURELIO, figlio adottivo (r. 161–180) | MARCO AURELIO, figlio adottivo (r. 161–180) | MARCO AURELIO, figlio adottivo (r. 161–180) |                  |                  | FAUSTINA minore      | FAUSTINA minore      | FAUSTINA minore                      | FAUSTINA minore                      | FAUSTINA minore                      | FAUSTINA minore                      |                                      |                                      | Aurelia Fadilla  | Aurelia Fadilla  | Aurelia Fadilla     | Aurelia Fadilla     | Aurelia Fadilla     | Aurelia Fadilla     |                     |                     | due figli                                  | due figli                                  | due figli                                  | due figli                                  | due figli                                  | due figli                                  |           |           |                                    |                              |                              |                              |                              |                              |                  |                  | Gneo Pedano Fusco Salinatore minore | Gneo Pedano Fusco Salinatore minore | Gneo Pedano Fusco Salinatore minore | Gneo Pedano Fusco Salinatore minore | Gneo Pedano Fusco Salinatore minore | Gneo Pedano Fusco Salinatore minore |
| Annia Cornificia Faustina | Annia Cornificia Faustina | Annia Cornificia Faustina | Annia Cornificia Faustina | Annia Cornificia Faustina | Annia Cornificia Faustina |                          |                          | MARCO AURELIO, figlio adottivo (r. 161–180) | MARCO AURELIO, figlio adottivo (r. 161–180) | MARCO AURELIO, figlio adottivo (r. 161–180) | MARCO AURELIO, figlio adottivo (r. 161–180) | MARCO AURELIO, figlio adottivo (r. 161–180) | MARCO AURELIO, figlio adottivo (r. 161–180) |                  |                  | FAUSTINA minore      | FAUSTINA minore      | FAUSTINA minore                      | FAUSTINA minore                      | FAUSTINA minore                      | FAUSTINA minore                      |                                      |                                      | Aurelia Fadilla  | Aurelia Fadilla  | Aurelia Fadilla     | Aurelia Fadilla     | Aurelia Fadilla     | Aurelia Fadilla     |                     |                     | due figli                                  | due figli                                  | due figli                                  | due figli                                  | due figli                                  | due figli                                  |           |           |                                    |                              |                              |                              |                              |                              |                  |                  | Gneo Pedano Fusco Salinatore minore | Gneo Pedano Fusco Salinatore minore | Gneo Pedano Fusco Salinatore minore | Gneo Pedano Fusco Salinatore minore | Gneo Pedano Fusco Salinatore minore | Gneo Pedano Fusco Salinatore minore |
|                           |                           |                           |                           |                           |                           |                          |                          |                                             |                                             |                                             |                                             |                                             |                                             |                  |                  |                      |                      |                                      |                                      |                                      |                                      |                                      |                                      |                  |                  |                     |                     |                     |                     |                     |                     |                                            |                                            |                                            |                                            |                                            |                                            |           |           | VERO, figlio adottivo (r. 161–169) |                              |                              |                              |                              |                              |                  |                  |                                     |                                     |                                     |                                     |                                     |                                     |
|                           |                           |                           |                           |                           |                           |                          |                          |                                             |                                             |                                             |                                             |                                             |                                             |                  |                  |                      |                      |                                      |                                      |                                      |                                      |                                      |                                      |                  |                  |                     |                     |                     |                     |                     |                     |                                            |                                            |                                            |                                            |                                            |                                            |           |           |                                    |                              |                              |                              |                              |                              |                  |                  |                                     |                                     |                                     |                                     |                                     |                                     |
| Fadilla                   | Fadilla                   | Fadilla                   | Fadilla                   | Fadilla                   | Fadilla                   |                          |                          | Cornificia                                  | Cornificia                                  | Cornificia                                  | Cornificia                                  | Cornificia                                  | Cornificia                                  |                  |                  | COMMODO (r. 177–192) | COMMODO (r. 177–192) | COMMODO (r. 177–192)                 | COMMODO (r. 177–192)                 | COMMODO (r. 177–192)                 | COMMODO (r. 177–192)                 |                                      |                                      | nove altri figli | nove altri figli | nove altri figli    | nove altri figli    | nove altri figli    | nove altri figli    |                     |                     | Lucilla                                    | Lucilla                                    | Lucilla                                    | Lucilla                                    | Lucilla                                    | Lucilla                                    |           |           |                                    |                              |                              |                              |                              |                              |                  |                  |                                     |                                     |                                     |                                     |                                     |                                     |
| Fadilla                   | Fadilla                   | Fadilla                   | Fadilla                   | Fadilla                   | Fadilla                   |                          |                          | Cornificia                                  | Cornificia                                  | Cornificia                                  | Cornificia                                  | Cornificia                                  | Cornificia                                  |                  |                  | COMMODO (r. 177–192) | COMMODO (r. 177–192) | COMMODO (r. 177–192)                 | COMMODO (r. 177–192)                 | COMMODO (r. 177–192)                 | COMMODO (r. 177–192)                 |                                      |                                      | nove altri figli | nove altri figli | nove altri figli    | nove altri figli    | nove altri figli    | nove altri figli    |                     |                     | Lucilla                                    | Lucilla                                    | Lucilla                                    | Lucilla                                    | Lucilla                                    | Lucilla                                    |           |           |                                    |                              |                              |                              |                              |                              |                  |                  |                                     |                                     |                                     |                                     |                                     |                                     |

### Marco Aurelio

#### Origini famigliari e dinastiche

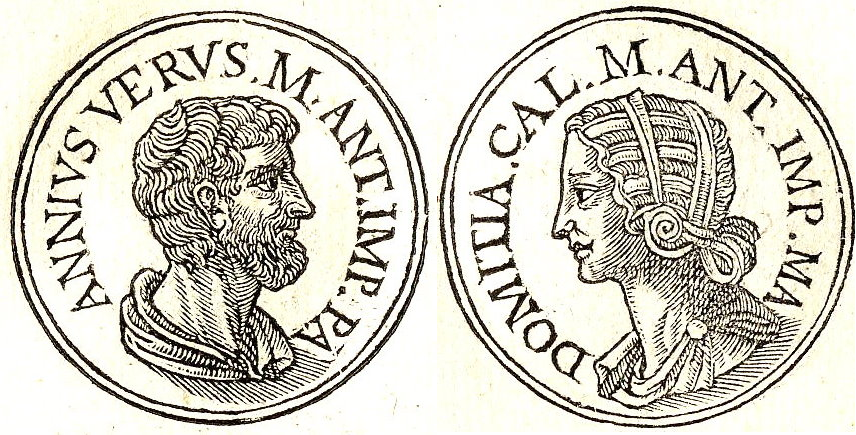
Ritratti dei genitori di Marco Aurelio, dal Promptuarii Iconum Insigniorum.

La famiglia di Marco Aurelio era di origine romana, ma stabilita da tempo a Ucubi (Colonia Claritas Iulia Ucubi, odierna Espejo), una piccola cittadina della Spagna romana situata a sud est di Cordŭba, poi inglobata nella periferia della vicina città. Essa salì alla ribalta alla fine del I secolo, quando il bisnonno dell'imperatore, Marco Annio Vero, fu senatore e, secondo la Historia Augusta, pretore. Nel 73-74 suo nonno, anch'egli di nome Marco Annio Vero, fu elevato al rango di patrizio.
Il terzo Marco Annio Vero, figlio di questi, sposò Domizia Lucilla, figlia del patrizio Publio Calvisio Tullo Rusone e di Domizia Lucilla maggiore. I fratelli del padre Annio Vero, nonché zii di Marco Aurelio, erano Marco Annio Libone e Faustina, moglie del futuro imperatore Antonino Pio.
Lucilla maggiore, la nonna materna, aveva ereditato una grande fortuna (descritta a lungo in una delle lettere di Plinio il Giovane) dal nonno materno e dal nonno paterno di adozione. Domizia Lucilla avrebbe acquisito gran parte della ricchezza di sua madre, tra cui una grande fabbrica di mattoni (figlina) nella periferia di Roma, attività molto redditizia in un'epoca in cui la città era interessata da una notevole espansione edilizia. La famiglia della madre era di rango consolare, mentre quella del padre vantava addirittura una discendenza da Numa Pompilio, il secondo re di Roma dopo Romolo, così come tutta la gens Annia, una famiglia plebea entrata in seguito a far parte della nobilitas romana.
Marco Aurelio nacque a Roma il 26 aprile del 121, secondo il calendario romano il sesto giorno prima delle calende di maggio, nell'anno del secondo consolato – il primo ordinario dopo quello suffectus – di suo nonno Marco Annio Vero, corrispondente all'anno 874 dalla fondazione di Roma. Lucilla e Vero ebbero due figli: oltre al futuro imperatore Marco Aurelio, anche una figlia, Annia Faustina Cornificia, nata probabilmente nel 122 o nel 123. Annio Vero morì giovane, durante la sua pretura, presumibilmente nel 124, quando Marco aveva solo tre anni.

#### Matrimoni, nascite e morti

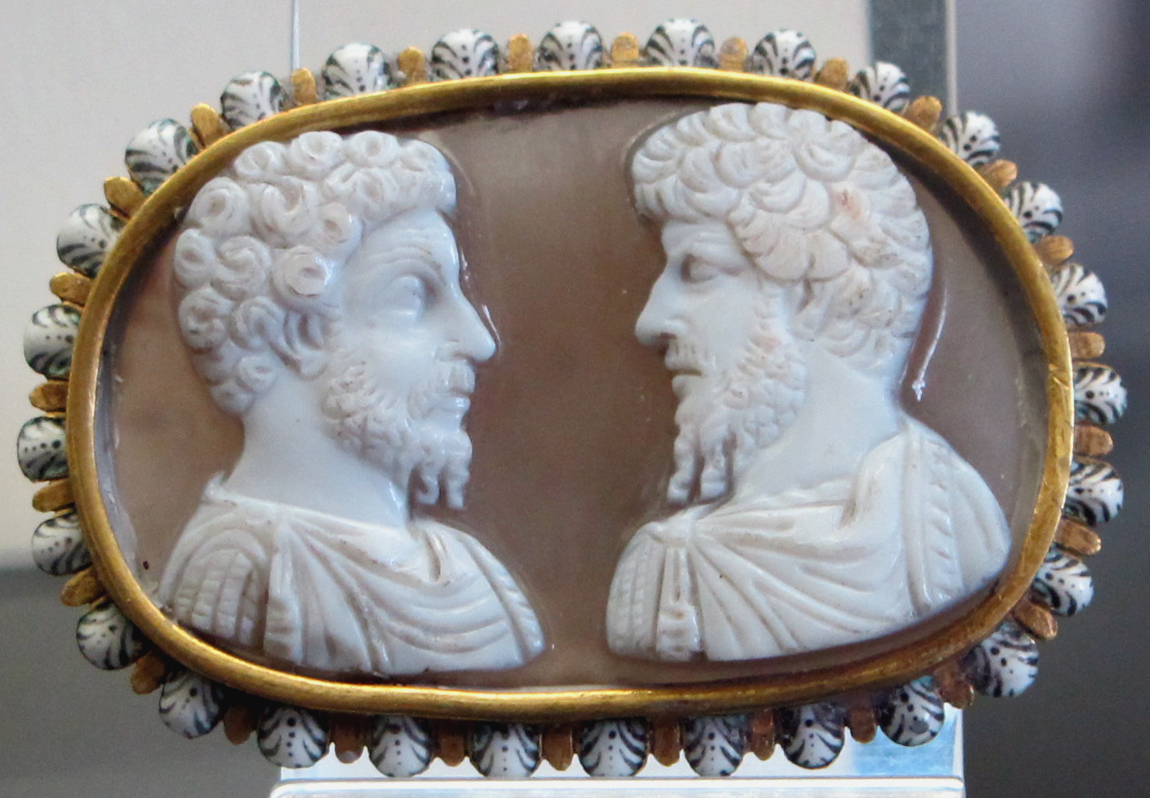
Cammeo con ritratto degli imperatori Marco Aurelio e Lucio Vero

Marco Aurelio sposò Faustina minore, figlia di Antonino Pio, e diede in sposa sua figlia Annia Aurelia Galeria Lucilla al co-imperatore Lucio Vero, adottato da Antonino su suggerimento di Adriano (come Marco stesso, d'altronde). Il 30 novembre 147 Faustina diede alla luce una bambina di nome Domizia Faustina. Era solo la prima di almeno tredici figli (tra cui tre coppie di gemelli) che Faustina avrebbe avuto nei successivi ventitré anni. Il giorno successivo, 1º dicembre, Antonino Pio diede a Marco la tribunicia potestas (potere tribunizio) e l'imperium, cioè l'autorità sugli eserciti e sulle province imperiali. Il potere tribunizio conferiva a Marco il diritto di proporre un provvedimento con prelazione sul Senato e sullo stesso Antonino. Questi poteri gli furono rinnovati, insieme ad Antonino, il 10 dicembre.
La prima menzione di Domizia nelle lettere di Marco ne rivela la salute malferma. Scrive a Frontone: "Se gli dèi sono disposti, ci sembra di avere una speranza di guarigione. La diarrea si è fermata, i piccoli attacchi di febbre sono stati cacciati via. Ma la magrezza è ancora estrema e c'è ancora un po' di tosse". Lui e Faustina erano molto occupati nella cura della bambina, che sarebbe morta poi nel 151.
Nel 149 nacquero a Faustina due gemelli, commemorati da una moneta con cornucopie incrociate sotto i busti dei due bambini e la scritta "felicità dei tempi". Essi non sopravvissero però a lungo. Tito Aurelio Antonino e Tito Elio Aurelio, questi i nomi ricavati dagli epitaffi, morirono molto presto (prima del 152) e furono sepolti nel mausoleo di Adriano.
Lo stesso Marco scrisse: "Uno prega: «che io non debba perdere mio figlio!»; ma tu devi pregare: «che io non tema di perderlo!»" Egli citò dall'Iliade quella che lui chiamava "la frase che tutti conoscono, per ricordare di essere estraneo al dolore e alla paura": «Foglie, alcune il vento le sparge per terra (.), così la stirpe degli uomini» (Iliade 6,146).
Un'altra coppia di gemelli nacque il 7 marzo del 150: Annia Aurelia Galeria Lucilla, insieme forse al suo gemello, del quale non si conosce il nome, che morì alla nascita. Nel 155 circa, morì la madre di Marco. Faustina probabilmente ebbe un'altra figlia nel 151, o forse la bambina, Annia Aurelia Galeria Faustina, potrebbe non essere nata tra il 153 ed il 157, secondo alcune fonti. Un altro figlio, Tito Elio Antonino, viene citato dalle fonti nel 152. Una moneta celebra la "fertilità dell'Augusta" (FECVNDITAS), raffigurando due bambine e un bambino (Lucilla, Faustina e Tito Antonino, appunto). Il maschio non sopravvisse a lungo, considerando che sulle monete del 156 solo le due femmine erano raffigurate. Egli potrebbe essere morto nel 152, lo stesso anno della sorella di Marco, Cornificia.
Il 28 marzo del 158, Marco stesso rispose in una lettera dicendo che il bambino era morto. Nel 159 e 160 Faustina diede alla luce due figlie: Fadilla e Cornificia, che portavano i nomi delle defunte sorelle di Faustina e di Marco. Altri figli nacquero in seguito, oltre a Commodo e al gemello di questi Fulvio Antonino. Si trattava di Marco Annio Vero Cesare, Vibia Aurelia Sabina e Adriano, che morì anche lui giovanissimo.
Il 31 agosto 161 nacquero due gemelli a Lanuvio: Tito Aurelio Fulvio Antonino e Lucio Elio Aurelio Commodo, che poi sarebbe succeduto al padre come imperatore. A parte il fatto che i gemelli erano nati lo stesso giorno di Caligola, i presagi sembra fossero favorevoli, e gli astrologi trassero auspici positivi per i due neonati. Le nascite furono celebrate sulla monetazione imperiale.

#### Elenco dei figli di Marco Aurelio
Marco Aurelio sposò Faustina minore nel 145. Durante i trent'anni di matrimonio Faustina mise al mondo quattordici figli (tra cui due coppie di gemelli, cosa estremamente insolita), dei quali solo un maschio (Commodo) e quattro femmine (Lucilla, Fadilla, Annia Cornificia Faustina minore e Vibia Aurelia Sabina) vissero più a lungo del padre (qui di seguito la lista riportata dal Birley):
1. Domizia Faustina (30 novembre 147 – m. circa 151).
2. Tito Antonino (149 o 150 – m. ante 156), gemello di Aurelio.
3. Tito Elio Aurelio (149 o 150 – m. ante 156), gemello di Antonino.
4. Annia Aurelia Galeria Lucilla (7 marzo 150 – 182), in seguito sposa di Lucio Vero, co-imperatore di Marco Aurelio (da cui ebbe due figlie ed un maschio), si risposò una seconda volta, con Pompeiano (da cui ebbe altri figli, compreso un maschio chiamato Lucio Aurelio Commodo Pompeiano, console ordinario nel 209), quando divenne vedova di Vero. Implicata in un complotto, fu fatta uccidere dal fratello Commodo.[26]
5. Annia Aurelia Galeria Faustina (151 o 153/157 – m. post 165), sposò un senatore greco, ed ebbe un figlio, Tiberio Claudio Severo Proculo, console nel 200[27], la cui figlia, Annia Faustina, sarà una delle mogli dell'imperatore Eliogabalo.[28]
6. Tito Aurelio Antonino (152 – ante 156), la sua nascita è riportata nei Fasti ostienses.[29]
7. il nome del figlio è sconosciuto, e sarebbe nato e morto tra la fine del 157 e gli inizi del 158.
8. Annia Aurelia Fadilla (159 – m. post 192).
9. Annia Cornificia Faustina Minore (160 – circa 212), morta suicida, per ordine dell'imperatore Caracalla, che regnò fra il 211–217
10. Tito Aurelio Fulvio Antonino (31 agosto 161 – 165/166), gemello di Commodo.
11. Lucio Elio Aurelio Commodo (31 agosto 161 – 31 dicembre 192), gemello di Fulvio Antonino, imperatore dal 180 al 192, anno del suo assassinio
12. Marco Annio Vero Cesare (162 – 169), erede designato assieme a Commodo, nel 166, ma morto ancora bambino
13. Adriano (161 – 180 circa), noto grazie a due iscrizioni, una di Efeso (CIG 2968) ed una nella Propontide (CIG 3709).
14. Vibia Aurelia Sabina (170 circa – m. post 217).

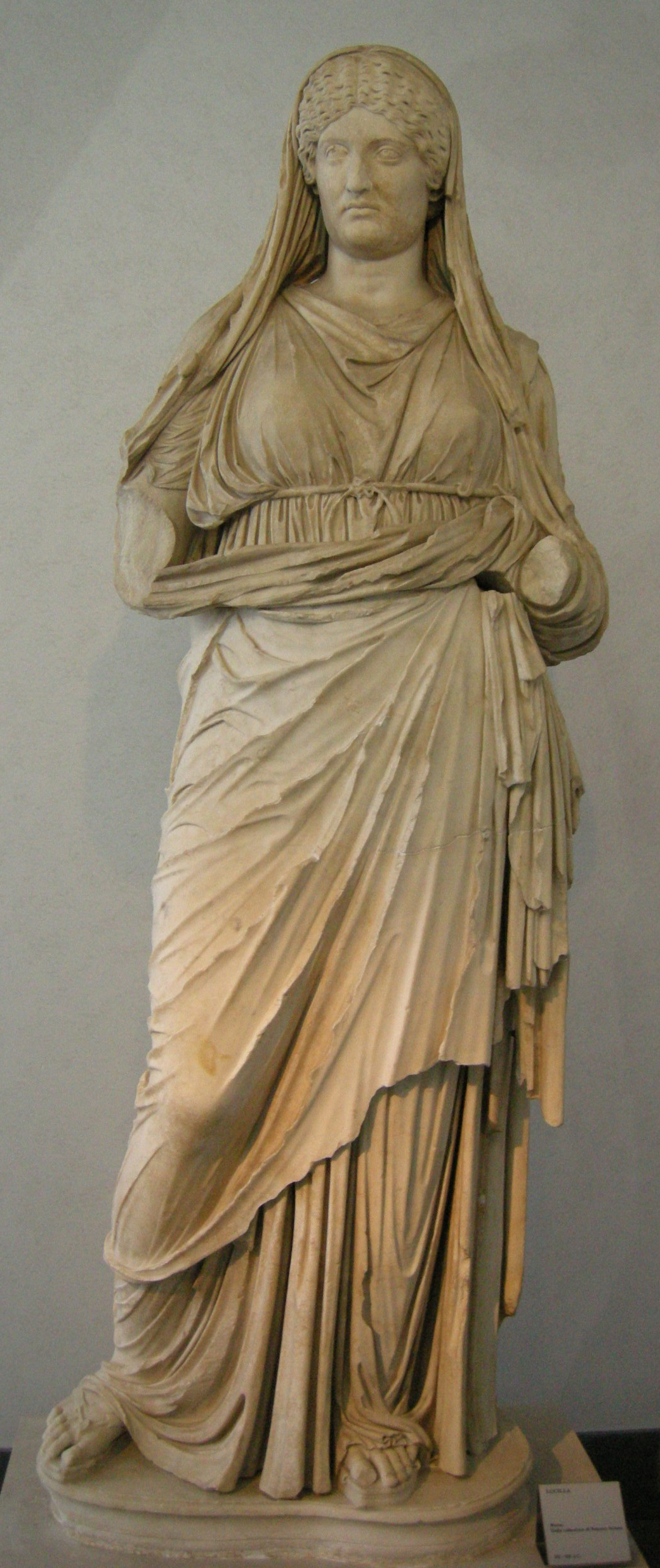
Annia Aurelia Galeria Lucilla
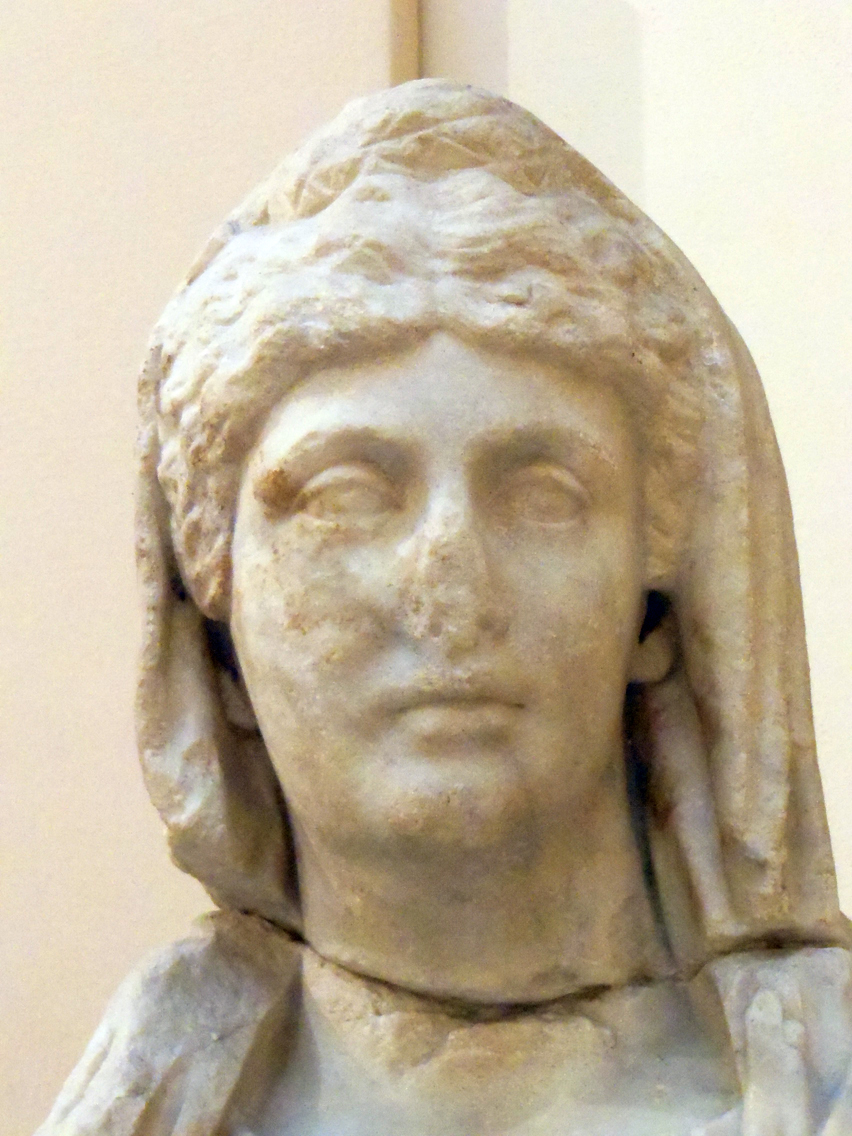
Annia Cornificia Faustina minore
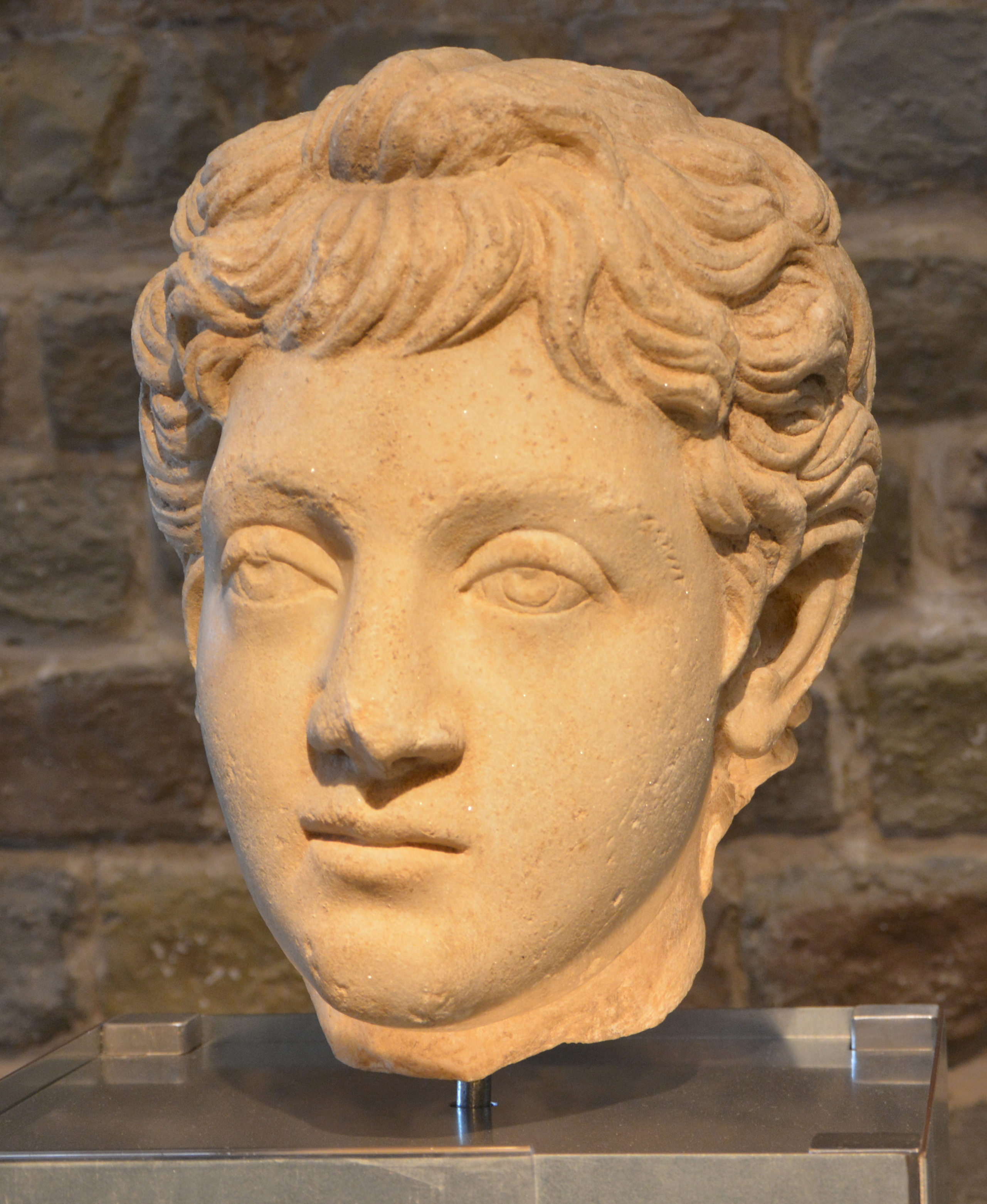
Un giovane Commodo, nato nell'agosto del 161 e futuro erede di Marco Aurelio.
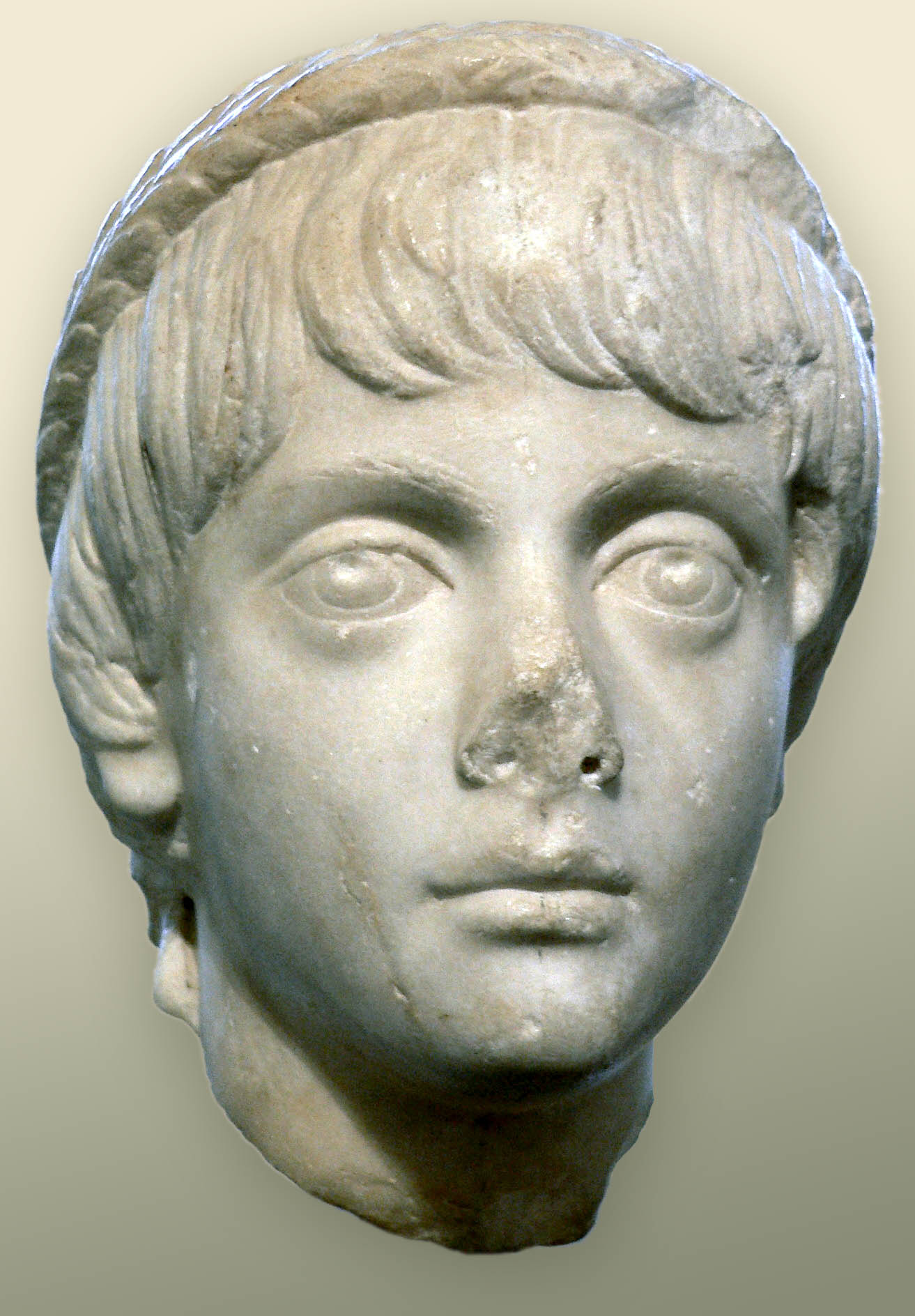
Un principe della dinastia degli Antonini. Forse si tratta di Marco Annio Vero Cesare (162-169), il figlio maschio più vecchio di Marco Aurelio (busto in marmo del 170 circa, trovato ad Annaba in Algeria).